# Rabbi Simlaï
Rabbi Simlaï fut un rabbin du IIIe siècle de l'ère commune, réputé pour son enseignement aggadique, contemporain de Juda II, qu'il encouragea à abroger l'interdiction de consommer du pain préparé par des païens. Il est également connu pour avoir débattu avec Origène de la Trinité.
Il est probablement à l'origine du nombre des 613 mitzvot.